# Minuscule 482
- Papyrus
- Onciale
- Minuscules
- Lectionnaire

Le Codex, portant le numéro de référence 482 (Gregory-Aland), ε 1017 (von Soden), est un manuscrit de vélin du Nouveau Testament en écriture grecque minuscule. 

## Description
Le codex se compose de 317 folios. Les dimensions du manuscrit sont de 19 x 15,2 cm. Il est écrit sur une colonne de 22-23 lignes. C'est un manuscrit contenant des textes des quatre Évangiles,. 
Il contient les κεφαλαια (chapitres), τιτλοι (titres), les Sections d'Ammonian, les canons de concordances, Synaxarium, Ménologe. 
Le colophon le date en 1285.
Il est conservé à la British Library (Burney 20), Londres,.

## Texte
Le texte du codex est de type byzantin. Kurt Aland le classe en Catégorie V.
Variantes textuelles
Les variantes après la parenthèse sont les variantes du manuscrit
Mateus 7,18 – σαπρον ] πονηρον
Mateus 10,30 – της κεφαλης πασαι ηριθμημεναι ] πασαι της κεφαλης απηριθμημεναι
Mateus 22,6 – υβρισαν ] εδειραν
Mateus 25,17 – δυο ] δυο ταλαντα
Mateus 26,7 – κατεχεεν ] κατεεχεν αυτο
Mateus 26,10 – ειργασατο ] εποιησεν
Marcos 5,35 – ερχονται ] ερχεται
Marcos 5,35 – λεγοντες ] λεγοντος
Marcos 5,38 – κλαιοντας και αλαλαζοντας ] κλαιοντα και αλαλαζοντα
Marcos 7,18 – ουτως ] οντος
Marcos 8,7 – ειπεν ] ειχεν
Marcos 13,27 – αγγελους μου ] αγγελους μου μετα σαλπιγγος φωνης μεγαλης